# Bacteroides fragilis
Bacteroides fragilis is een pathogene, anaerobe, gramnegatieve bacterie die voor abcessen in de buikholte kan zorgen.

## Besmetting
Bacteroides fragilis behoort tot de natuurlijke darmflora. Bij een verminderde immuniteit of schade aan de darmwand kan deze echter voor infecties zorgen.

## Virulentiefactoren
De bacterie heeft heel wat virulentiefactoren, zoals een polysacharidekapsel (aanhechting en anti-fagocytair), een gewijzigd Lipide-A in het lipopolysacharide (stimuleert leukocyten en chemotaxis), meerdere enzymen voor weefselafbraak (hyaluronidase, collagenase, fibrinolysine, neuraminidase, heparinase en DNAse) en superoxidedismutase (voor zuurstoftolerantie).

## Ziekte
B. fragilis kan voor infecties in de buikholte zorgen. Het komt bij het afbreken van de darmwand in de buikholte terecht, waar het mede voor het ontstaan van abdominale of pelvische abcessen zorgt. De buikholte is een aerobe omgeving, maar door het superoxidedismutase kan B. fragilis hier overleven. Doordat het lichaam bacteriën probeert af te kapselen, ontstaat er een abces. In dit abces neemt de zuurstofinhoud af door het verbruik door bacteriën. Hierdoor sterven aerobe bacteriën af en kan de anaerobe B. fragilis goed groeien. Door de aanwezigheid van anaerobe bacteriën hebben deze abcessen een sterke geur.

## Diagnose
De diagnose van deze bacterie wordt gesteld door een biopsie. De etter die afgenomen wordt heeft een sterke geur en wordt in het labo gekweekt om de diagnose te stellen.

## Preventie en behandeling
Preventie van deze bacterie bestaat uit het profylactisch gebruik van antibiotica tijdens ingrepen waarbij de darmwand beschadigd kan raken.
Behandeling bestaat uit chirurgische drainage van het abces en antibiotica.